# Port lotniczy Mineralne Wody
Port lotniczy Mineralne Wody (IATA: MRV, ICAO: URMM) – port lotniczy położony 4 km od Mineralnych Wód, w Kraju Stawropolskim, w Rosji.

## Linie lotnicze i połączenia
| Linia lotnicza        | Kierunek |
| --------------------- | --- |
| Aerofłot              | 1. Kazań 2. Niżny Nowogród-Strigino 3. Moskwa-Szeremietiewo 4. Perm 5. Samara 6. Ufa 7. Jekaterynburg |
| Armenian Airlines     | 1. Erywań |
| Azerbaijan Airlines   | 1. Baku |
| AZIMUT                | 1. Ałmaty 2. Antalya 3. Archangielsk 4. Astrachań 5. Baku 6. Bodrum 7. Czelabińsk 8. Dubaj-Al Maktoum 9. Hurghada 10. Stambuł 11. Iwanowo 12. Królewiec 13. Kaługa 14. Kemerowo 15. Krasnojarsk 16. Magnitogorsk 17. Machaczkała 18. Mińsk 19. Niżniewartowsk 20. Penza 21. Perm 22. Pietrozawodsk 23. Psków 24. Samara 25. Samarkanda 26. Sarańsk 27. Saratów-Gagarin 28. Szarm el-Szejk 29. Soczi 30. Surgut 31. Taszkent 32. Tbilisi 33. Tel Awiw 34. Tiumeń 35. Ufa 36. Urgencz 37. Wołgograd 38. Jarosław 39. Addis Abeba 40. Jekaterynburg 41. Erywań |
| Azur Air              | Sezonowe czartery: 1. Antalya 2. Bodrum 3. Moskwa-Wnukowo |
| Flydubai              | Sezonowo: 1. Dubaj |
| FlyOne                | 1. Erywań |
| Izhavia               | 1. Iżewsk |
| NordStar              | 1. Moskwa-Domodiedowo 2. Norylsk |
| Nordwind Airlines     | 1. Kazań |
| Pobeda                | 1. Moskwa-Szeremietiewo 2. Moskwa-Wnukowo 3. Sankt Petersburg |
| Red Wings             | 1. Antalya 2. Stambuł 3. Moskwa-Domodiedowo 4. Norylsk 5. Omsk (od 2 marca 2024) 6. Erywań |
| Rossija               | 1. Antalya 2. Krasnojarsk 3. Moskwa-Szeremietiewo 4. Sankt Petersburg 5. Erywań |
| RusLine               | 1. Moskwa-Wnukowo |
| S7 Airlines           | 1. Moskwa-Domodiedowo 2. Nowosybirsk |
| SCAT Airlines         | 1. Aktau |
| Severstal Air Company | 1. Czerepowiec 2. Pietrozawodsk |
| Smartavia             | 1. Sankt Petersburg |
| Ural Airlines         | 1. Duszanbe 2. Chodżent 3. Moskwa-Domodiedowo 4. Osz 5. Jekaterynburg |
| UTair Aviation        | 1. Moskwa-Wnukowo 2. Surgut 3. Tiumeń |
| Uzbekistan Airways    | 1. Taszkent |
| Yakutia Airlines      | 1. Moskwa-Wnukowo 2. Jakuck |
| Yamal Airlines        | 1. Moskwa-Domodiedowo 2. Norylsk 3. Nowy Urengoj 4. Salechard 5. Tiumeń |